# 孟子 (子姓)
孟子，子姓，宋国人，为鲁惠公的原配正妃。
孟子死后，鲁惠公以声子为继室。